# Zygmunt Kubisz
Zygmunt Kubisz (ur. 11 września 1896 w Tyśmienicy, zm. ?) – major piechoty Wojska Polskiego, kawaler Orderu Virtuti Militari, mianowany przez Prezydenta RP na uchodźstwie Augusta Zaleskiego podpułkownikiem.

## Życiorys
Urodził się 11 września 1896 roku w Tyśmienicy, pow. tłumackim, jako syn Józefa. W czasie I wojny światowej walczył w szeregach c. i k. Armii. Na stopień chorążego został mianowany ze starszeństwem z 1 kwietnia 1917 roku w korpusie oficerów rezerwy piechoty. W 1918 roku jego oddziałem macierzystym był pułk piechoty Nr 58.
W czasie wojny z bolszewikami walczył w szeregach 23 pułku piechoty. Za wykazane męstwo w 1921 roku został odznaczony Krzyżem Srebrnym Orderu Wojskowego Virtuti Militari. W wymienionym pułku kontynuował służbę do lata 1928 roku. 3 maja 1922 roku został zweryfikowany w stopniu kapitana ze starszeństwem z dniem 1 czerwca 1919 roku i 1587. lokatą w korpusie oficerów piechoty, a jego oddziałem macierzystym był nadal 36 pułk piechoty. W lipcu 1928 roku został przeniesiony macierzyście do kadry oficerów piechoty z równoczesnym przeniesieniem służbowym do Korpusu Kadetów Nr 3 w Rawiczu. 2 kwietnia 1929 roku został mianowany majorem ze starszeństwem z dniem 1 stycznia 1929 roku i 40. lokatą w korpusie oficerów piechoty. W lipcu tego roku został przeniesiony do 53 pułku piechoty Strzelców Kresowych w Stryju na stanowisko dowódcy batalionu. W marcu 1932 roku został przesunięty na stanowisko kwatermistrza pułku, a w sierpniu 1935 roku znów przesunięty na stanowisko dowódcy batalionu. W marcu 1939 roku pełnił służbę w Komendzie Rejonu Uzupełnień Wołkowysk na stanowisku komendanta rejonu uzupełnień. 
W 1959 roku został mianowany podpułkownikiem. 29 lutego 1968 roku Prezydent RP August Zaleski zwolnił go z dniem 6 marca 1968 roku z funkcji członka Kapituły Orderu Wojennego Virtuti Militari. Tego samego dnia prezydent mianował go od dnia 7 marca 1972 roku członkiem Kapituły Orderu Wojennego Virtuti Militari na dwuletnią kadencję. 24 marca 1970 roku August Zaleski mianował go członkiem Kapituły na kolejną kadencję.

## Ordery i odznaczenia
- Krzyż Srebrny Orderu Wojskowego Virtuti Militari nr 4898 (1921)[5]
- Krzyż Oficerski Orderu Odrodzenia Polski (3 maja 1972)[22]
- Krzyż Walecznych (trzykrotnie)[1]
- Medal Niepodległości (24 maja 1932)[23]
- Medal Pamiątkowy 1918–1928 (Łotwa, 1929)[24]